# Albert Oeri
Jakob Albert Oeri (* 21. September 1875 in Schaffhausen; † 22. Dezember 1950 in Riehen; heimatberechtigt in Basel) war ein Schweizer Historiker, Journalist, Publizist und Politiker.

## Leben
Albert Oeri, Sohn des Gymnasiallehrers Johann Jakob Oeri, besuchte die Schulen in Basel und studierte anschliessend Klassische Philologie und Geschichte in Basel, Göttingen und Berlin. In seiner Studienzeit trat er dem Schweizerischen Zofingerverein bei. Im Jahr 1899 promovierte er an der Universität Basel zum Dr. phil., von 1900 bis 1901 wirkte er als Gymnasiallehrer in Gotha. Nach seiner Rückkehr nach Basel 1901 war er Redaktor bei der Allgemeinen Schweizer Zeitung und nach 1902 bei den Basler Nachrichten, in der die Allgemeine Schweizer Zeitung aufging. Von 1902 bis 1911 leitete er die Inland- und von 1911 bis 1925 die Auslandredaktion. Von 1925 bis 1949 wirkte er als Chefredaktor.
1910 verheiratete er sich mit Hanna, geborene Preiswerk (1876–1966). Das Ehepaar hatte sechs Kinder, darunter die Töchter Sibylla Veronica, die sich mit dem Maler und Grafiker Peter Birkhäuser verheiratete, und die Theologin Kunigund, die Ehefrau des Berliner Pfarrers Fritz Feldges.
Albert Oeri war politisch tätig. Als Mitglied der Liberalen sass er 1908 bis 1948 im Grossen Rat des Kantons Basel-Stadt; von 1931 bis 1949 nahm er im Nationalrat Einsitz und war 1947 dessen Alterspräsident.
Nach der Machtergreifung Hitlers in Deutschland wandte sich Oeri als Journalist und als Politiker dezidiert gegen den Nationalsozialismus und wurde zu einem der wichtigsten Exponenten der Geistigen Landesverteidigung und Mitgründer der Aktion nationaler Widerstand. Dabei trat er für die Aufnahme von Flüchtlingen und die Aufrechterhaltung der Pressefreiheit ein. Er war daher auch einer der Chefredaktoren, zu deren Ausschaltung 1940 die Eingabe der Zweihundert den Bundesrat aufforderte. Albert Oeri war auch Mitglied der Kommission des Basler Kunstkredits sowie Präsident des Basler Kunstvereines.
1945 verliehen ihm die Universitäten von Bern und von Basel Ehrendoktorate. Nach Albert Oeri ist in Riehen eine Strasse benannt.

## Werke
- De Herodoti fonte Delphico. Basel 1899 (Dissertation).
- Der Revisionsgeneral Jakob Christoph Rolle. Basel 1905 (2. Auflage 1936).
- Wann soll die Schweiz dem Völkerbund beitreten? Basel 1920.
- Wettstein und Riehen. Festspiel zur Vierhundertjährigen Vereinigungsfeier von Riehen und Basel. Basel 1923.
- Alte Front. Mit einem Geleitwort von Emil Dürr. Basel 1933.
- Probleme der Verantwortlichkeit. Vortrag. Basel 1936.
- Oeri Tagesberichte. Bern 1946.
- Sorge um Europa. Von Versailles bis Potsdam 1919–1945. Aussenpolitische Kommentare. Ausgewählt und hrsg. von Julia Gauss. Basel 1977.
- Tagesberichte 1932 bis 1945. Erschienen in den Basler Nachrichten. Basel 1999.